# Emmeline Ragot
Emmeline Ragot (ur. 27 maja 1986 w Angoulême) – francuska kolarka górska, wielokrotna medalistka mistrzostw świata i wicemistrzyni Europy.

## Kariera
Pierwszy sukces w karierze Emmeline Ragot osiągnęła w 2002 roku, kiedy zwyciężyła w downhillu juniorek podczas mistrzostw świata w Kaprun. Wynik ten powtórzyła rok później, a w 2005 roku zajęła trzecie miejsce w downhillu podczas mistrzostw świata w Livigno. W zawodach tych wyprzedziły ją jedynie dwie rodaczki: Anne Caroline Chausson i Sabrina Jonnier. Trzecia była także na mistrzostwach świata w Val di Sole w 2008 roku i rozgrywanych dwa lata później mistrzostwach w Mont-Sainte-Anne. Podczas mistrzostw świata w Leogang w 2012 roku była druga, ulegając jedynie kolejnej reprezentantce Francji - Morgane Charre. W tej samej konkurencji zdobyła ponadto złote medale na mistrzostwach w Canberze (2009) i mistrzostwach w Champéry (2011). Ragot czterokrotnie stawała na podium klasyfikacji generalnej Pucharu Świata w kolarstwie górskim w downhillu: w sezonach 2010, 2012 i 2013 była druga, a w sezonie 2009 zajęła trzecią pozycję. Zdobyła również srebrny medal na mistrzostwach Europy w Zoetermeer, ulegając tylko Floriane Pugin. Kolejny medal zdobyła podczas mistrzostw świata w Pietermaritzburgu w 2013 roku, gdzie lepsza była tylko Brytyjka Rachel Atherton.